# تنبيه الغبي إلى تكفير ابن عربي
 تنبيه الغبي إلى تكفير ابن عربي هو كتاب تحليلي عن عقيدة وفكر ابن عربي، ألفه الإمام برهان الدين البقاعي (809 هـ - 885 هـ)، يُعدُّ كتاب مصرع التصوف كتابان: تنبيه الغبي إلى تكفير ابن عربي، وتحذير العباد من أهل العناد ببدعة الاتحاد.
قال الإمام برهان الدين البقاعي في مقدمة الكتاب:
| تنبيه الغبي إلى تكفير ابن عربي | وبعد فإني لما رأيت الناس مضطربين في ابن عربي المنسوب إلى التصوف الموسوم عند أهل الحق بالوحدة ولم أر من شفى القلب في ترجمته، وكان كفره في كتابه الفصوص أظهر منه في غيره، أحببت أن أذكر منه ما كان ظاهرا، حتى يعلم حاله، فيهجر مقاله، ويعتقد انحلاله، وكفره وضلاله، وأنه إلى الهاوية مآبه ومآله | تنبيه الغبي إلى تكفير ابن عربي |

## برهان الدين البقاعي
هو إبراهيم بن عمر بن حسن الرباط بن علي بن أبي بكر أبو الحسن برهان الدين البقاعي الشافعي المحدث المفسر العلامة المؤرخ.
ولد سنة 809 هـ, بقرية خربة روحا من عمل البقاع، ونشأ بها، ثم دخل دمشق وفيها جود القرآن وجدد حفظه وأفرد القراءات، واشتغل بالنحو والفقه وغيرهما من العلوم.
أخذ عن أساطين عصره، كابن ناصر الدين وابن حجر، وبرع، وتميز، وناظر وانتقد حتى على شيوخه.
وصنف تصانيف عديدة. من أجلها المناسبات القرآنية، وعنوان الزمان بتراجم الشيوخ والأقران، وتنبيه الغبي بتكفير عمر بن الفارض وابن عربي، دخل بيت المقدس، ثم القاهرة.
وتوفي بدمشق في رجب 885 هـ عن ست وسبعين سنة.

## وحدة الوجود
مذهب طائفة من الناس يقولون أن الله حل في كل شيء وموجود في كل مكان وأن كل ما في هذا الكون هو الله وهم يصححون جميع الأديان وعبادة الأوثان ولا يحرمون شيئا.

## أقسام الكتاب
قسم المؤلف كتابه إلى عدة مواضيع ابتدأها بفصل عنوانه «عقيدة ابن عربي وكيده للإسلام». وقال فيه المؤلف: إن كلامه دائر على الوحدة المطلقة، وهي: أنه لا شيء سوى هذا العالم، وأن الإله أمر كلي لا وجود له إلا في ضمن جزئياته. ثم إنه يسعى في إبطال الدين من أصله، بما يحل به عقائد أهله؛ بأن كل أحد على صراط مستقيم، وأن الوعيد لا يقع منه شيء، وعلى تقدير وقوعه، فالعذاب المتوعد به إنما هو نعيم وعذوبة، ونحو ذلك!

ثم تحدث المؤلف عن عدة أمور ومباحث عقدية فتحدث عن الزنادقة والباطنية وتحدث عن التنزيه والتشبيه في حق الله.
ثم تحدث عن التفسير الإشاري وخطورة تأويل الكلام الصادر من الأشخاص والذي ظاهره الكفر.
بعد ذلك تحدث عن ابن الفارض
ثم ذكر المؤلف مثالا عن تفسير ابن عربي للقرآن ورد العلماء عليه في ذلك بين بلاغي وأصولي كسعد الدين التفتازاني و فقيه مثل علاء الدين البخاري
بعد ذلك عقد المؤلف فصولا ذكر فيها ما أسماه ضلالات وافتراءات ابن عربي حيث يذكر فيها المؤلف تفسير ابن عربي لآيات من القرآن وقال المؤلف إن كلامه هذا هو كلام أهل وحدة الوجود والزنادقة.
وليؤكد المؤلف كلامه ذكر ثلاثة أمور كفر بسببها زين الدين العراقي ابن عربي.
ثم عقد المؤلف فصلا قال فيه إن ابن عربي يعتقد بإيمان فرعون، واستشهد المؤلف بنقولات من كتب ابن عربي وعقد بعده مباشرة فصلا للرد على ذلك.
بعد كل ذلك عقد المؤلف فصولا ذكر فيه العلماء الذين حكموا بكفر ابن عربي ومنهم ولي الدين العراقي، السكوتي، نور الدين البكري، أبو حيان الأندلسي، تقي الدين السبكي، ابن هشام الأنصاري، ابن خلدون، ابن حجر العسقلاني، الذهبي، ابن تيمية، البلقيني، علاء الدين البخاري، ابن الجزري.

## سنة تأليف الكتاب
جاء في خاتمة الكتاب: «فرغت من مسودة هذا الكتاب بحمد الهادي للصواب في شوال سنة أربع وستين وثمانمائة. والحمد لله وحده».